# Symfonie nr. 48 (Hovhaness)
Symfonie nr. 48 opus 355 "Visions of Andromeda" is een compositie van Alan Hovhaness, voltooid in 1981.
Hovhaness liet zich voor dit werk inspireren door het sterrenstelsel Andromedanevel; hij was namelijk geïnteresseerd in astronomie. De symfonie kent de klassieke vierdelige opzet met:
- Andante
- Allegro
- Andante
- Largo solenne.

De muziek is oosters van karakter met zoals zijn weduwe Hinako Fujihara Hovhaness omschrijft: op Gamelanmuziek lijkende stromende rivieren met lange melodielijnen. Op de achtergrond is de voor de componist kenmerkende murmur-muziek te horen (wild getokkel op snaarinstrumenten). In deel 2 is een fuga in Jig-vorm te vinden, in deel 3 een solo voor fagot, deel 4 laat een terugkeer naar de vorige delen horen met opnieuw een fuga. Ook de van Hovhaness bekende hymne-structuren zijn hoorbaar.
Het werk is geschreven op verzoek van een muziekfestival in Miami. Daar zou het Minnesota Orchestra onder leiding van Leonard Slatkin de première geven, maar de leiding van het muziekfestival vond het niet geschikt. Desondanks werd het werk gespeeld op 21 juni 1982. Slatkin vond het werk bij het horen echter dermate goed, dat de dag erna er weer een uitvoering plaatsvond, waarbij Slatkin vooraf vertelde dat het een persoonlijke indruk van de componist van Andromeda was. Na de uitvoeringen verdween het werk in de la, de componist was gekrenkt. In 2013 nam het platenlabel Naxos het op verzoek van de weduwe op onder leiding van dirigent Gerard Schwarz, die meer werk van Hovhaness voor dat label opnam. Het werk werd niet officieel uitgegeven.
Orkestratie:
- 3 dwarsfluiten, 2 hobo’s, 2 klarinetten, 2 fagotten
- 4 hoorns, 3 trompetten, 3 trombones, 1 tuba
- pauken, 4 man/vrouw percussie, 1 harp
- violen, altviolen, celli, contrabassen

Symfonie nr. 1 · 2 · 3 · 4 · 5 · 6 · 7 · 8 · 9 · 10 · 11 · 12 · 13 · 14 · 15 · 16 · 17 · 18 · 19 · 20 · 21 · 22 · 23 · 24 · 25 · 26 · 27 · 28 · 29 · 30 · 31 · 32 · 33 · 34 · 35 · 36 · 37 · 38 · 39 · 40 · 41 · 42 · 43 · 44 · 45 · 46 · 47 · 48 · 49 · 50 · 51 · 52 · 53 · 54 · 55 · 56 · 57 · 58 · 59 · 60 · 61 · 62 · 63 · 64 · 65 · 66 · 67